# La Jeune France
Pour les articles homonymes, voir Jeune France (homonymie).
La Jeune France est une revue littéraire parue de 1878 à 1888, héritière de la Jeune France fondée en 1861. 

## Histoire

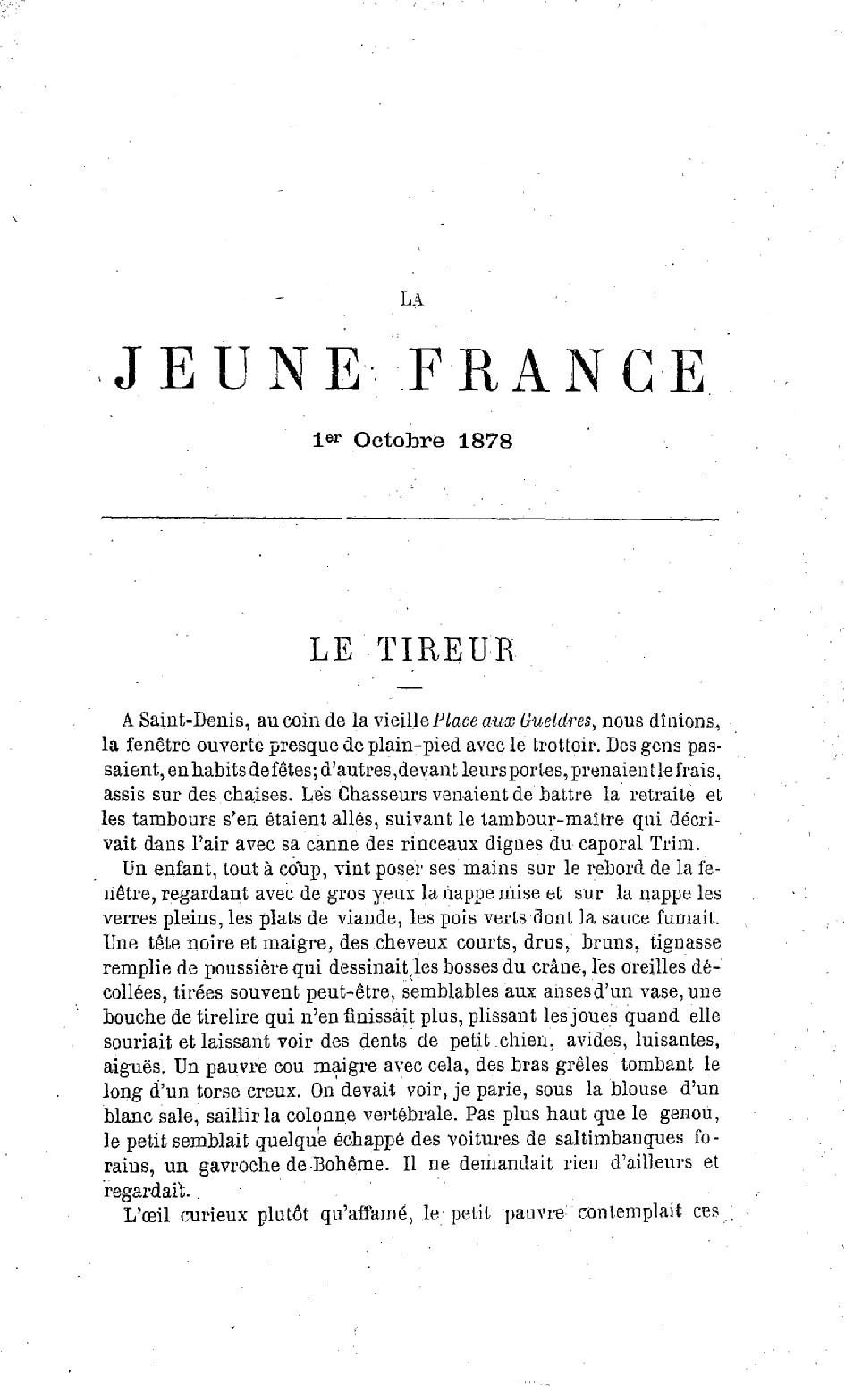
La Jeune France, édition d'octobre 1878

En 1861, quelques jeunes gens fondèrent à Paris, un petit journal qui n'était pas politique, mais qui se voulait polémique. Six semaines après la première publication, la première Jeune France était supprimée par véto ; pour réapparaître le lendemain, sous un autre nom La Jeunesse.
Albert Allenet a 30 ans lorsqu'il refonde La Jeune France avec quelques amis, dont Paul Demeny qui fut le destinataire de la Lettre du Voyant de Rimbaud et Rodolphe Darzens, secrétaire de rédaction. Parmi les principaux collaborateurs, les vieux maîtres se mêlent aux jeunes pleins d'exubérance et d'ardeur : Maurice Rollinat, Paul Bourget, Léon Cladel, Jules Claretie, François Coppée, Alphonse Daudet, Anatole France, André Gill, Nadar, Leconte de Lisle, Jean Lorrain, Catulle Mendès, Camille Pelletan, Sully Prudhomme, Villiers de l'Isle-Adam, Maurice Barrès, Gérard de Nerval, Petrus Borel, etc.